# Hardeman megye (Texas)
Hardeman megye az Amerikai Egyesült Államokban, azon belül Texas államban található. Megyeszékhelye és legnagyobb városa Quanah. Lakosainak száma 3549 fő (2020. április 1.). Hardeman megye Cottle, Childress, Harmon, Jackson, Wilbarger és Foard megyékkel határos.

## Népesség
A megye népességének változása:
| Lakosok száma | 4150 | 4119 | 4066 | 4016 | 3840 | 3549 |
|               | 2010 | 2011 | 2012 | 2013 | 2015 | 2020 |